# Cratere Chappell
Chappell è un cratere lunare di 73,92 km situato nella parte nord-orientale della faccia nascosta della Luna, a nord del cratere Debye in una zona pesantemente bombardata da impatti.
Molta parte del margine esterno si sovrappone a crateri più piccoli. Il bordo settentrionale è stato quasi cancellato, mentre i resti del margine formano una irregolare corona intorno alla depressione centrale. Sorprendentemente il pianoro interno non mostra molti segni di impatti, limitati a pochi minuscoli crateri. Vicino al centro del pianoro, uniforme e livellato, vi è un basso picco arrotondato.
Il cratere è dedicato all'astronomo statunitense James F. Chappell.

## Crateri correlati
Alcuni crateri minori situati in prossimità di Chappell sono convenzionalmente identificati, sulle mappe lunari, attraverso una lettera associata al nome.
| Chappell | Coordinate             | Diametro (in km) |
| -------- | ---------------------- | ---------------- |
| E        | 55°24′00″N 171°11′24″W | 59,17            |
| T        | 54°30′36″N 179°03′36″E | 28,21            |